# She Came In Through the Bathroom Window
A She Came In Through the Bathroom Window az angol rockzenekar, a The Beatles dala az 1969-es Abbey Road albumról. Paul McCartney írta, és Lennon–McCartney szerzemény, amely az album nagy zenei egyvelegének ötödik dala, közvetlenül a Polythene Pam után.

## Eredete
McCartney elmondta, hogy a dalt az egyik rajongó ihlette, aki saját St John's Wood-i otthona előtt ácsorgott, és betört, később kiderült róla, hogy Diane Ashley volt a valódi személyazonossága. Azt mondta:
"Unatkoztunk, ő kint volt, ezért úgy döntöttünk, hogy meglátogatjuk. Találtunk egy létrát a kertjében, és felragasztottuk a fürdőszoba ablakához, amelyet kissé nyitva hagyott. Én voltam az, aki felmászott és bejutottam."
Ezután kinyitotta a bejárati ajtót, hogy beengedje a többieket. A ruhákon kívül számos fényképet is elloptak a rajongók.
Margo Bird emlékszik, hogy jó barátságban volt McCartney-vel – gyakran vitte a kutyáját sétálni –, és később munkát kapott az Apple Corps cégnél is. Azt mondja, hogy megkérték, hogy szerezzen egy fényképet McCartney apjáról, Jimről, amit meg is tett.

## Rögzítés
Ezt (az akkor még zeneszámot) és a Polythene Pam dalt egy darabként rögzítette az együttes 1969. július 25-én. A 39. felvétel után énekhangokat adtak hozzá, és újra felvették a dob, valamint a basszus szólamokat. Július 28-án több éneket, gitárt, ütőhangszert és zongorát adtak hozzá. A dalt két nappal később kiegészítették gitárral és ütőhangszerekkel. A dal hirtelen az előző szám, a  Polythene Pam után következik, szünet nélkül. A dal legelején, a tempóváltásra számítva John Lennon felnevet, majd felkiált: "Oh, look out!"
Ennek a dalnak egy lassabb verziója, amelyet 1969. január végén, a Get Back ülések során rögzítettek, megjelenik az 1996-os Anthology 3 válogatásalbumon, míg egy folyamatban lévő változat a 2021-es Let It Be 50. évfordulós albumán.

## Közreműködött
Ian MacDonald szerint:
Paul McCartney – duplázott ének, vokál, basszusgitár
John Lennon – vokál, 12 húros akusztikus gitár
George Harrison – szólógitár, vokál
Ringo Starr – dob, tamburin (?), maracas (?)

## Fordítás
Ez a szócikk részben vagy egészben  a   She Came In Through the Bathroom Window című angol Wikipédia-szócikk fordításán alapul.  Az eredeti cikk szerkesztőit annak laptörténete sorolja fel. Ez a jelzés csupán a megfogalmazás eredetét és a szerzői jogokat jelzi, nem szolgál a cikkben szereplő információk forrásmegjelöléseként.

## Jegyzet
1. ↑  https://www.allmusic.com/artist/the-beatles-mn0000754032.+„She Came in Through the Bathroom Window by The Beatles - Track Info | AllMusic” (angol nyelven).
2. ↑  Bánosi–Tihanyi. Beatles zenei kalauz, 76–77. o. (1999)
3. ↑  Ian MacDonald. A fejek forradlam, 440–441. o. (2015)
4. ↑  She Came In Through The Bathroom Window (brit angol nyelven). The Beatles Bible, 2008. március 16. (Hozzáférés: 2023. június 17.)
5. ↑  Ian MacDonald. A fejek forradalma, 440. o. (2015)

## Forrás
- Bánosi György – Tihanyi Ernő: Beatles zenei kalauz. Az együttzenélés és a szólóévek. 1958–1999. Budapest: Anno Kiadó, 1999. ISBN 963-853-895-3
- Ian Macdonald: A fejek forradalma. A Beatles és a hatvanas évek. (ford. Révbíró Tibor) Budapest: Helikon Kiadó, 2015. ISBN 978-963-227-468-3

## Külső hivatkozás
Allan W. Pollack megjegyzései a She Came In Through The Bathroom Window dalról